# Argiolestes
Argiolestes – rodzaj ważek z podrzędu równoskrzydłych i rodziny Argiolestidae.
Samce z tego rodzaju odznaczają się jasnymi: częścią dziesiątego sternum i przysadkami odwłokowymi, kontrastującymi z ciemnym dziewiątym sternum. Przysadki opatrzone są, z wyjątkiem A. celebensis i A. tuberculiferus, nasadową kryzą. Genitalna ligula ma dwa wierzchołkowe płaty długości co najmniej czterokrotnie większej niż szerokość.
Rodzaj zamieszkuje Nową Gwineę i sąsiednie wyspy oraz Moluki i Celebes.
W 2013 roku Kalkman i Theischinger dokonali rewizji rodzaju, przenosząc wiele należących tu wcześniej gatunków do rodzajów: Eoargiolestes, Luzonargiolestes, Metagrion i Solomonargiolestes. Po rewizji należą tutaj następujące gatunki:
- Argiolestes alfurus
- Argiolestes amphistylus
- Argiolestes australis
- Argiolestes celebensis
- Argiolestes foja
- Argiolestes macrostylis
- Argiolestes muller
- Argiolestes obiensis
- Argiolestes pallidistylus
- Argiolestes roon
- Argiolestes spungisi
- Argiolestes tuberculiferus
- Argiolestes varga
- Argiolestes zane